# Tellus (musikalbum)
Tellus är ett musikalbum från 2006 av jazzsångerskan Lina Nyberg med till största delen eget material.

## Låtlista
Text och musik av Lina Nyberg där ej annat anges.
1. Itaparica – 4:46
2. Vancouver – 3:56
3. Landala – 5:26
4. San Saba – 5:42
5. Pincio – 3:28
6. Yokohama – 4:21
7. Salwa (Lina Nyberg/David Stackenäs/Aftab Tahami/Torbjörn Zetterberg) – 6:08
8. Ponta Delgada – 3:38
9. Beijing – 4:59
10. Berlin (David Stackenäs/Lina Nyberg) – 4:35
11. Surabaya-Johnny (Kurt Weill/Bertolt Brecht) – 6:19

## Medverkande
- Lina Nyberg – sång, gitarr, music box
- Mathias Landaeus – piano, melodica, live electronics, Fender Rhodes
- Torbjörn Zetterberg – bas, kör
- Jon Fält – trummor, slagverk, kör
- Aftab Tahami – sång
- Katija Dragojeviç – B.Vox
- Sara Hammarstöm – piccolaflöjt, B.Vox, flöjt
- Magnus Broo – trumpet, B.Vox
- Fredrik Ljungkvist – klarinett, tenorsaxofon, B.Vox
- Per "Texas" Johansson – basklarinett, tenorsaxofon
- Nils Berg – basklarinett
- Mattias Ståhl – klockspel, vibrafon
- David Stackenäs – gitarrer m m
- Mats Olofsson – cello